# Monte Yotei
El monte Yotei (Yoteizan) es un volcán dormido (última erupción en 3.550 AC) situado en el Parque nacional Shikotsu-Tōya, en Hokkaido, Japón. 
Se le conoce también como (Y)ezo Fuji, por su parecido al conocido monte Fuji.
Se encuentra entre una de las montañas más conocidas de Japón.